# 吴祖坪
吴祖坪（1914年—），浙江嘉兴人，台湾造纸业先驱、工商界名流，以发明“蔗浆造纸”技术而闻名，主掌台湾纸业30余年，有“纸业大王”称号。

## 生平
1914年出生于浙江嘉兴，毕业于辅仁大学化学系。他是民国著名将领、武学宗师施承志将军的女婿。在施承志的扶持下，吴祖坪凭借自己的才干逐步跻身上流社会，成为国民党官办企业界的名流。吴祖坪抗日战争期间入国民政府行政院资源委员会，后任陕西酒精厂、广汉酒精厂厂长。1945年抗日战争胜利后，吴祖坪被派赴台湾担任“接收大员”，并任轻工业组接管委员会副主任委员，接管日资五个造纸企业，将其改组为台湾纸业公司，并任总经理等职，为台湾造纸业先驱。吴祖坪后因公司移转民营而辞职他就，改任东南碱业公司副总经理，美亚钢铁公司总经理。1961年吴祖坪应时任国民党政府经济部长尹仲容之邀，复任台湾纸业公司总经理。1967年吴祖坪被推选为台湾纸业贸易公司董事长，并推进了台纸外销。1970年吴祖坪与美国史谷脱纸业公司合作投资设立台湾史谷脱纸业公司，并任董事长。他在主掌台湾纸业30余年期间同时还兼任台湾工商协进会常务理事兼秘书长、台湾托运协会理事长等职；并担任马耳他驻台湾“名誉总领事”，为增进台湾与友邦的交谊作出了一定贡献。吴祖坪曾于民国45年发起成立辅仁校友会，并连任四届校友会会长，1974年获授辅仁大学“杰出校友”称号。他积极促成辅大在台复校，并常年为辅大捐助奖学金。